# 斯利亞奇機場
斯利亞奇機場，舊稱為替里杜比機場（字面意思為三棵橡樹機場）是位於中斯洛伐克茲沃倫和班斯卡-比斯特里察兩城市間的國際機場，其名稱源於附近的溫泉鎮斯利亞奇。該機場有一條2,400公尺長(18/36)的混凝土跑道 ，且該機場除了提供軍方使用外，也用於起降不定期的民用航班。

## 歷史
斯利亞奇機場機場前身為替里杜比機場建立於1924年，曾在1944年爆發的斯洛伐克民族起義中扮演重要角色，進而成為當時斯洛伐克反法西斯運動中的重要機場。1944年9月6日至10月25日期間，該機場被用作斯洛伐克起義空軍的主要基地，但由於納粹德國部隊的推進，後來不得不撤離此處。並在斯洛伐克起義軍控制區遭德軍包圍時，替里杜比機場和鄰近的佐那（Zolná）機場成為前往外界的主要途徑。而除了蘇聯對斯洛伐克起義軍的大量援助外，美國也藉由該機場向斯洛伐克起義軍提供了補給和戰略情報局的特工援助，同時美國也藉由這些航班來接送從納粹德國戰俘營中解放出來的美國飛行員。
於1945年該機場從替里杜比機場更名為斯利亞奇機場。在1968年的布拉格之春後，該機場成為蘇聯空軍的基地，並在1990年之前作為戰鬥轟炸機和偵察機基地。1990年自蘇聯獨立後，隔年該機場由第81捷克斯洛伐克戰鬥機中隊（81st Czechoslovak Fighter Squadron）及第81獨立戰鬥機中隊（81st Samostatná Stíhacia Letka，81SSLt）收購，並入駐MiG-21MF、UM、US 型戰鬥機以及L-39ZA教練機。2009年，該機場因北約和歐盟部分資助下的重大重建項目而暫時關閉，並於2011年5月重新開放用於軍事用途，同年6月重新開放用於民用航班起降。

## 航點
斯利亞奇機場目前僅於夏季提供往返保加利亞、土耳其、希臘和埃及的航點，並由以下航空公司提供季節性定期包機航班：
| 航空公司     | 目的地                                              |
| ------------ | --------------------------------------------------- |
| 克雷頓航空   | 季節性包機： 安塔利亞                               |
| 埃及飛行航空 | 季節性包機： 洪加達                                 |
| 自由鳥航空   | 季節性包機： 安塔利亞                               |
| SmartWings   | 季節性包機： 安塔利亞、布爾加斯、洪加達、莫納斯提爾 |

## 旅運量
斯利亞奇機場自2013年以來的遊客旅運量和貨物吞吐量：
| 年份 | 旅運量 | 成長率  | 吞吐量（公噸） |
| ---- | ------ | ------- | -------------- |
| 2013 | 24,165 |         | 63.64          |
| 2014 | 23,663 | -2.08%  | 296.00         |
| 2015 | 35,682 | +50.79% | 116.50         |
| 2016 | 22,511 | -36.91% | 592.20         |
| 2017 | 34,827 | +54.71% | 485.29         |
| 2018 | 41,866 | +20.27% | 73.92          |
| 2019 | 39,089 | -6.68%  |                |

## 外部鏈結
维基共享资源上的相關多媒體資源：斯利亞奇機場
- 斯利亞奇機場官網 （页面存档备份，存于）
- NOAA/NWS上LZSL机场的即時天氣
- Homepage der Taktischen Geschwaders （页面存档备份，存于）